# Porotrichum macropoma
Porotrichum macropoma là một loài rêu trong họ Neckeraceae. Loài này được Herzog mô tả khoa học đầu tiên năm 1916.